# Jean-Baptiste Prosper Jollois
Pour les articles homonymes, voir Jollois.
Jean-Baptiste Prosper Jollois, né le 4 janvier 1776 à Brienon-l'Archevêque et mort le 24 juin 1842 à Paris, est un ingénieur et égyptologue français.

## Biographie

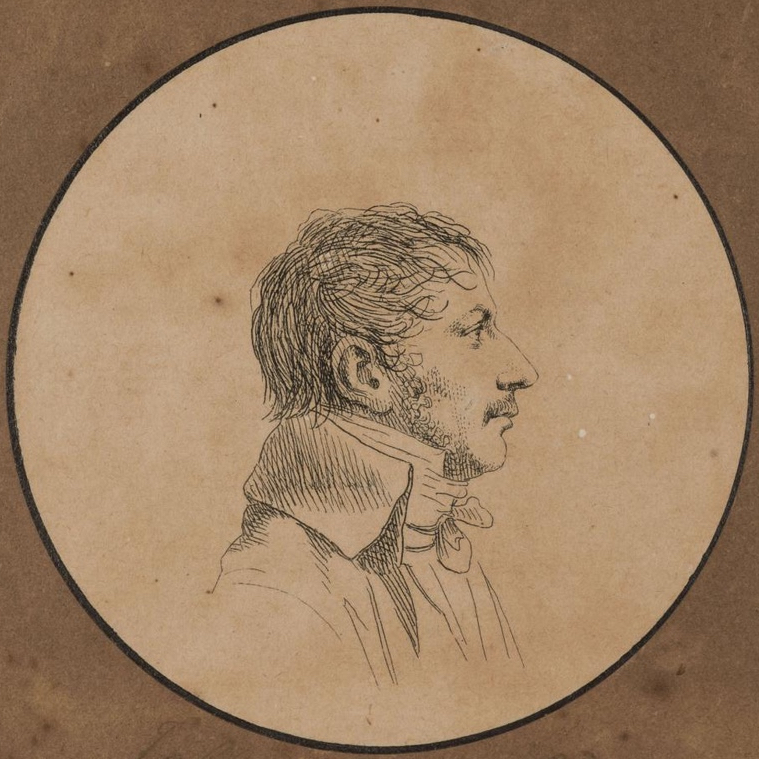
Portrait de Jean-Baptiste Prosper Jollois.

Jean-Baptiste Prosper Jollois fait ses études en tant que pensionnaire dès 1787 au collège de Joigny dans l'Yonne, puis à Sens. Il intègre ensuite l'École polytechnique en 1794 aux côtés de Louis Didier Jousselin et de Louis Poinsot ; il y reste trois ans. Il devient, après avoir obtenu son diplôme, ingénieur des ponts et chaussées. Son examen pour devenir ingénieur se déroule devant  Gaspard Monge.

### Expédition en Égypte
Grâce à son métier, il est membre de l’expédition française en Égypte de 1798 en tant que collaborateur de la commission des Sciences et des Arts.
Le 19 mars 1799, il part du Caire pour la Haute-Égypte, sous la conduite de Girard, accompagné de Descotils, Rozière, Dupuis, ingénieurs des mines, Villiers du Terrage, Dubois-Aimé et Duchanoy, ingénieurs des Ponts et Chaussées, Castex, sculpteur, pour prendre des renseignements sur le commerce, l'agriculture, l'histoire naturelle, les arts et les antiquités, et surtout pour examiner le régime du Nil, depuis la première cataracte, et étudier le système d'irrigation.
Il parcourt l'Égypte en compagnie d'Édouard de Villiers du Terrage avec lequel il découvre, en août 1799, le tombeau d'Amenhotep III (WV22 dans la vallée des Singes).
Puis, de retour au Caire, il conduit des travaux hydrauliques sur le delta du Nil avant de rentrer en France en 1802. Là, il devient secrétaire de la commission d'Égypte et prend part à la rédaction de la Description de l'Égypte.

### Retour en France et carrière d'archéologue
De retour en France, il est nommé ingénieur du département de la Seine, où il s'occupe surtout des travaux des quais et ponts de Paris.
Il est nommé ingénieur en chef dans le département des Vosges en 1819, où il va mener plusieurs travaux de fouilles dans le département. Il rencontre Charles Pensée, dessinateur et peintre d'Épinal, avec lequel il se lie d'amitié. Les deux hommes vont collaborer pour les chantiers archéologiques. Ils vont notamment être les premiers à fouiller minutieusement et systématiquement le site archéologique de Grand, et plus particulièrement son l'amphithéâtre ; Jean-Baptiste Prosper Jollois réalise même quelques restaurations. Toujours à Grand, il découvre également des thermes et bains publics et une prison romaine.
D'autres fouilles ont lieu ailleurs dans le département, notamment à Bleurville, Lameray, ou encore au sanctuaire de Donon. Toutes ces recherches font l'objet de ses Mémoires de quelques Antiquités du département des Vosges.

Illustrations de Charles Pensée
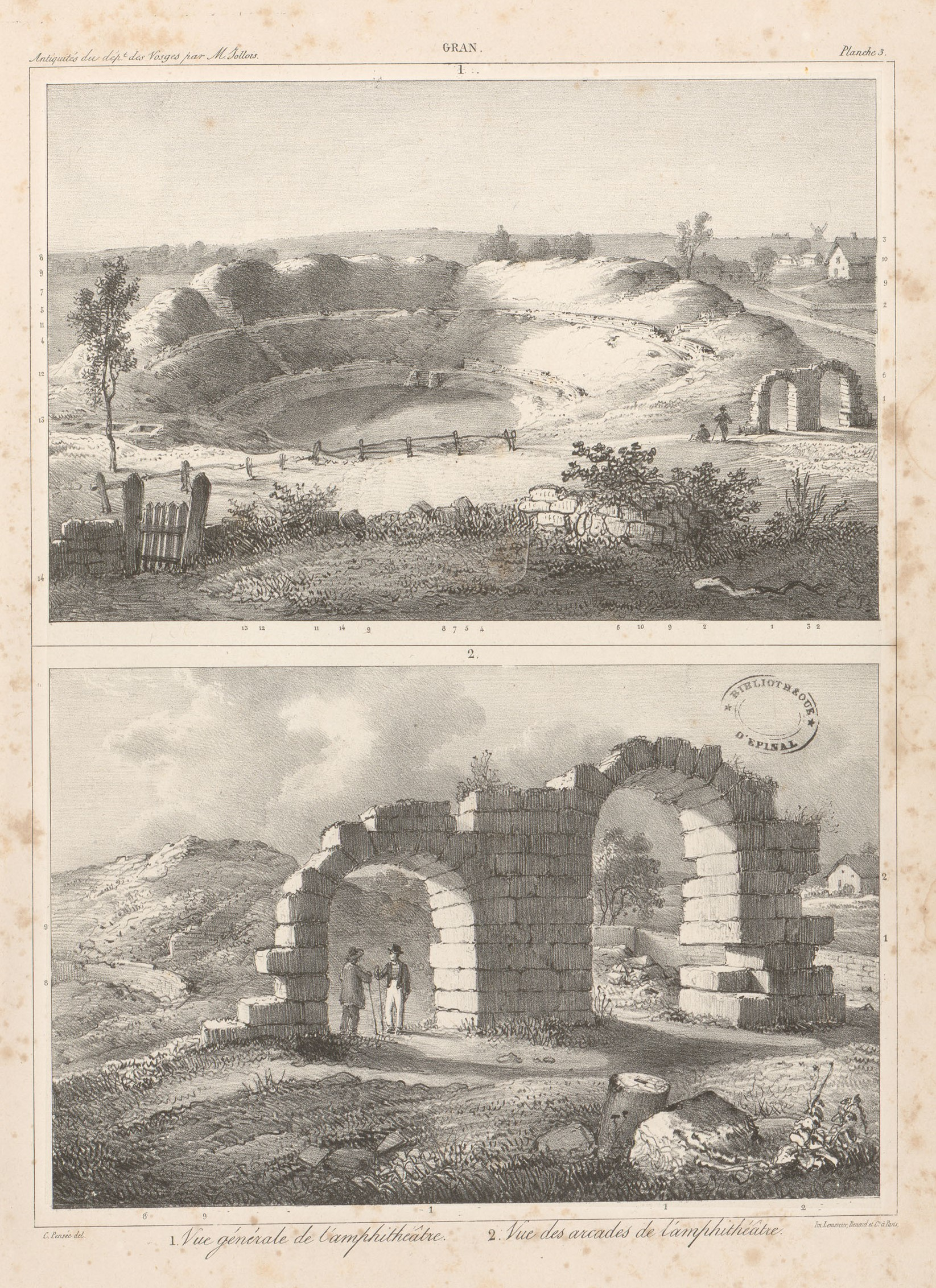
Amphithéâtre de Grand.
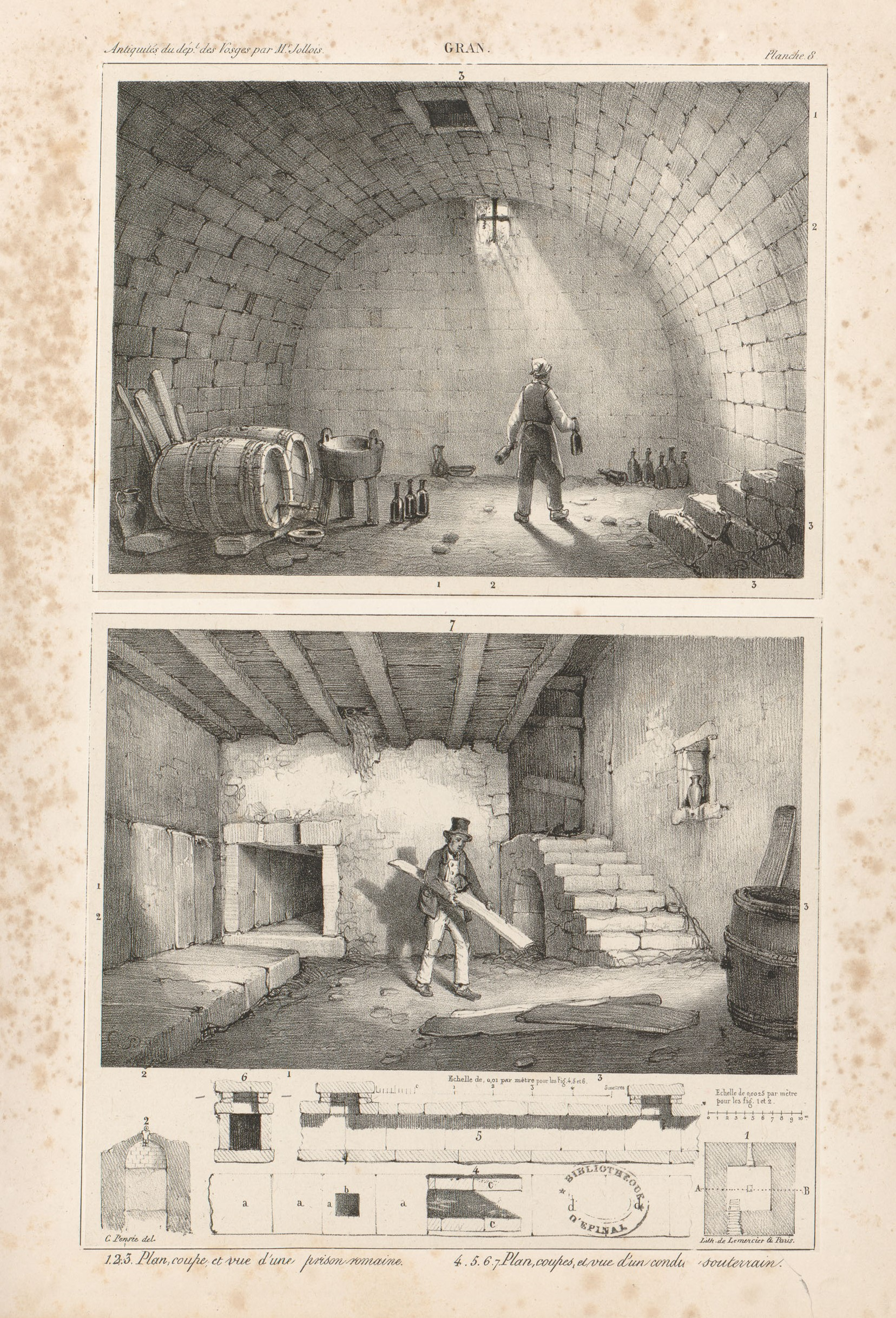
Prison romaine trouvée à Grand.

Toujours dans les Vosges, il fait élever le monument de Jeanne d'Arc à Domrémy, et réhabiliter sa maison.
En 1822, il est ingénieur en chef dans le département du Loiret. Charles Pensée décide de le suivre afin que leur collaboration se poursuive. Pour les besoins d'une étude sur l'alimentation en eau de la ville d'Orléans, Jean-Baptiste Prosper Jollois mène des fouilles à la fontaine de l'Étuvée. C'est là qu'il va découvrir une stèle sur laquelle a été marquée une inscription en l'honneur d'Acionna. D'autres fouilles ont lieu au cimetière de la ville. Il écrit par la suite ses Mémoires sur les antiquités du département du Loiret.

### Retour à Paris
En 1830, il est nommé directeur en chef du des travaux de la Seine. C'est une fonction qu'il exercera jusqu'à sa mort — à 66 ans — laquelle survient dans son cabinet de travail.
En 1833, il est président de la Société royale des antiquaires de France.
Il épouse une des filles de Germain-André Soufflot de Palotte, petite-nièce du célèbre architecte Jacques-Germain Soufflot.
Il est inhumé au cimetière de Montmartre, 9e division.

## Distinctions
- Officier de la Légion d'honneur (1840)[10]

## Publications
- Recherches sur les bas-reliefs astronomiques des Égyptiens et parallèle de ces bas-reliefs avec les différens monumens astronomiques de l'antiquité, d'où résulte la connaissance de la majeure partie des constellations égyptiennes, Paris, Imprimerie Royale, 1817, 68 p. (lire en ligne).
- Appendice aux recherches sur les bas-reliefs astronomiques égyptiens, Paris, 1834, 65 p. (lire en ligne)
- Histoire abrégée de la vie et des exploits de Jeanne d'Arc, surnommée la Pucelle d'Orléans... : suivie d'une notice descriptive du monument érigé à sa mémoire, à Domremy, de la chaumière où l'héroine est née ... et de la fête d'inauguration célébrée le 10 septembre 1820., Paris, P. Didot, 1821, 240 p. (lire en ligne).

- Notice sur les monuments élevés en France à la mémoire de Jeanne d'Arc, 1834.
- Lettre à Messieurs les membres de la Société royale des antiquaires de France sur l'emplacement du fort des Tourelles de l'ancien pont d'Orléans, 1834.
- Mémoire sur les antiquités du département du Loiret, Paris, Gatineau, 1836, 177 p. (lire en ligne)
- Mémoire sur quelques antiquités remarquables du département des Vosges, vol. 1, Paris, Derache, 1843, 200 p. (lire en ligne).
- Mémoire sur quelques antiquités remarquables du département des Vosges : Planches et illustrations, vol. 2, Paris, Derache, 1843, 200 p. (lire en ligne).
- Journal d'un ingénieur attaché à l'Expédition d'Égypte 1798-1802, Paris, Ernest Leroux, 1904, 136 p. (lire en ligne). Contient aussi des extraits des journaux de Fourier, Jomard, Delille, Saint-Genis, Descostils, Balzac et Coraboeuf.